# Joško Joras
Joško Joras, slovenski politik in aktivist, * 14. september 1950, Maribor.
Joško Joras je znan predvsem po prizadevanjih za to, da bi Slovenija pri razmejitvi s Hrvaško dobila sporna ozemlja na južnem (levem) bregu Dragonje. Joras, ki stanuje na spornem območju med Slovenijo in Hrvaško, je predmet političnih in pravnih obravnav obeh vpletenih držav. Nesoglasja med državama, ki bi po razpadu Jugoslavije morali začrtati poprej dvoumno definirano državno mejo, se vrstijo od leta 1991. S tem državi onemogočata normalne življenjske pogoje prebivalcem ob razmejitveni črti. Joras je v konstantnem sporu s hrvaškimi oblastmi in ga je hrvaška policija večkrat aretirala. Zaradi tovrstnih dogodkov je postal medijsko znana osebnost.
Bil je piranski občinski svetnik v letih 1998–2002, leta 2004 pa je na listi Slovenske ljudske stranke kandidiral za poslanca, a se mu kljub pogostemu pojavljanju v medijih ni uspelo uvrstiti v Državni zbor RS. Leta 2018 je ponovno kandidiral na listi stranke Zedinjena Slovenija. 